# 少年探偵Q
『少年探偵Q』（しょうねんたんていキュー）は、原作：円陣、作画：しんがぎんによる日本の推理漫画。『週刊少年ジャンプ』（集英社）において、1998年11号から26号まで連載された。単行本は全2巻。

## あらすじ
人気ドラマ『少年探偵Q』の主演である子役タレント・英久太が撮影現場などで起った難事件を解決する。

## 登場人物
英 久太（はなぶさ きゅうた）
本作の主人公で人気子役タレント。普段は運動音痴で抜けた所も多いが、生まれつきの天才的頭脳を生かして難事件を解決していく。父親は久太の主演ドラマ『少年探偵Q』などを手がける構成作家。
川渕 シズカ（かわぶち シズカ）
久太のマネージャー。TV局社長の娘で久太の幼馴染でもある。久太のマヌケっぷりやわがままを注意したり振り回されることが多いが、久太の推理力は認めている。従兄は女子校で教師を務めている。
大深 ヒロコ（おおぶか ヒロコ）
人気巨乳アイドル。ドラマ内では久太の助手役を務める。少々、天然ボケな性格。
坊禅寺（ぼうぜんじ）
若手刑事。熱血漢で落ち着きのない性格で涙もろい。久太の推理力を信頼している。
美田 マリコ（みた マリコ）
大女優・美田志麻子の娘。高飛車な性格だが久太の推理力を少しは認めており、ライバルを自称しており久太に関することでシズカと衝突する事もある。デブ猫のジュリエッタを飼っている。

## 特記事項
- 他の原作付きの作品と異なり、原作者による打ち合わせやネーム構成などがあまり行われず、話の構成が台本状態で1回ごとに渡されるだけだったため、作画担当のしんがぎんは1回ごとの展開が掴めない状態であった。そのため前後編の後編になって初めて証拠となる代物が描写されたこともあり、しんがぎんが解決編の台本を読んだ際に、それまでの執筆分につじつまが合わない描写がないかを慌てて探したという。
- しんがぎんの師に当たる和月伸宏は交流のある安西信行の同人誌内で「最低の原作」と評しており、しんがぎん自身も単行本のオマケページで「コレはちょっとムリがあるのでは……」と本作の原作について苦言を呈している。
- ライバル誌で探偵漫画『金田一少年の事件簿』『名探偵コナン』が人気で週刊少年マガジンに部数で迫られる状況にあった中、危機意識を持っていた集英社幹部から少年ジャンプにない探偵漫画をやってくれと編集長だった鳥嶋和彦が指示を受け、鳥嶋は内心、簡単な話ではなく人気だからと始めるのは金田一少年やコナンに失礼だと思ったが受け入れざるを得ず、自席に戻った鳥嶋はゴミ箱を1回大きく蹴飛ばしてから副編集長に探偵漫画作りに取り掛かることを指示、結果、15話で打ち切りとなった[1]。以後、鳥嶋は堂々と自分の信じること貫くようになった[1]。
- 作画のしんがぎんは「この作品自体が『少年探偵Q』というドラマ内の話だった」という設定を考えていたが、結局その設定が本編内で語られることはなかった。
- 2002年にしんがぎんが死去したため、この作品が最後の連載作品となった。
- 原作者の円陣名義による作品は他になく単行本でもプロフィールなどは公開されていないため、現在の活動状況などは不明である。

## 書誌情報
1. 少年探偵Q登場!! ISBN 978-4-08-872581-9
2. 少年探偵Q最後の挨拶 ISBN 978-4-08-872607-6